# Adesmus chalumeaui
Adesmus chalumeaui es una especie de escarabajo longicornio del género Adesmus, categorizada en la tribu Hemilophini, de la subfamilia Lamiinae. Fue descrita por Touroult en 2004.

## Descripción
Mide 11 mm de longitud.

## Distribución
Se distribuye por Martinica.